# Rokosz

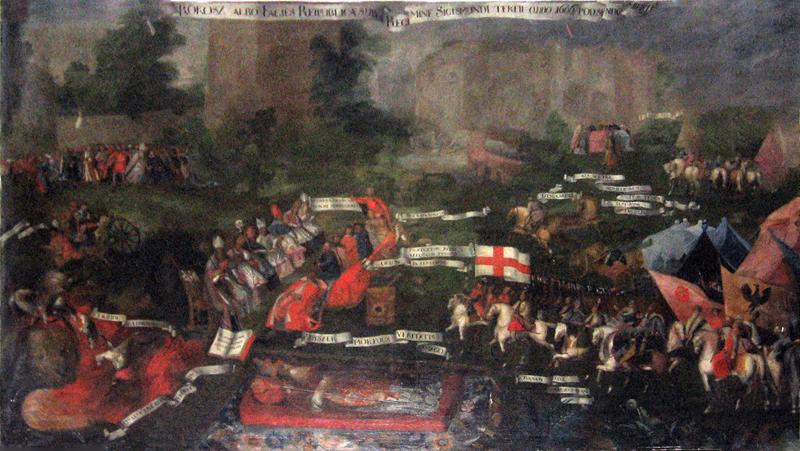
Der Rokosz von Sandomierz

Ein Rokosz war ursprünglich eine Versammlung aller Angehörigen der polnischen Szlachta, nicht nur der Mitglieder des Sejm. Der Begriff hielt Einzug in die polnische Sprache über Ungarn, wo ähnliche Versammlungen stattfanden und Rákos genannt wurden.
Im Laufe der Zeit entwickelte sich der Begriff Rokosz zu einer Bezeichnung für eine bewaffnete Rebellion des Adels Polen-Litauens gegen den König, um bedrohte Privilegien zu verteidigen. Die Adligen, die sich zu einem Rokosz versammelten, konnten eine Konföderation (konfederacja) bilden.
Die Institution des Rokosz, in seinem späteren Sinn, leitete sich von dem mittelalterlichen Recht ab der königlichen Gewalt zu widerstehen. Der Rokosz bezog seine Autorität vom Recht dem König die Gefolgschaft zu verweigern, wie es im Privileg von Mielnik (przywilej mielnicki vom 23. Oktober 1501) und später in den Articuli Henriciani von 1573 festgelegt worden war.
Die bekanntesten Rokosze sind der Hühnerkrieg im 16. Und die Zebrzydowski-Rebellion im 17. Jahrhundert. Der Repnin-Sejm von 1767/1768 bestätigte das Recht der Szlachta zur Bildung eines Rokosz als Kardinalrecht.